# International Table Soccer Federation
O International Table Soccer Federation é a organização responsável pela manutenção dos campeonatos e regulamentos do pebolim. Foi fundada em 16 de agosto de 2002.